# 草野歩
草野 歩（くさの あゆみ、1985年6月22日 - ）は、東京都出身の元女子ビーチバレー選手である。

## 来歴
共栄学園高校（東京都葛飾区）で2年までインドアの選手として春高バレー・インターハイに出場。
3年でビーチに転向。マドンナカップ優勝を果たす。
日本体育大学進学後もユニバーシアードの代表に選出される活躍を見せる。日体大では、バレーボール部主将を務め人望も厚かった。
卒業後は湘南ベルマーレスポーツクラブに加入。同期の尾崎睦とペアを組み国内外を転戦。JBVツアー愛知大会ではわずか2戦目で3位入賞となる。海外でもユニバーシアード大会で5位、アジアビーチで7位の成績を残す。
2009年にはJBVツアー第4戦東京大会で初優勝。JBVグランドスラムでもタイトルを獲得した。
同年、尾崎とのペアを解消。最後の大会となった12月のアジア選手権では、3位決定戦で田中姿子・溝江明香ペアを降し銅メダルを獲得。
2009年12月ロンドン五輪出場を目指して浅尾美和とパートナー結成。それに伴い浅尾が所属するエスワンに移籍。また五輪出場を目指すため森永製菓ウイダーサポート選手として、肉体強化にも取り組んでいる。
2010年ビーチバレー界で人気があった草野歩・浅尾美和のペア（通称「浅草ペア」）は11月3日に解消され、11月末をもってエスワンと契約終了。
2013年4月より、ペアの尾崎睦とともにミキハウス所属となる。
2013年11月、ビーチバレー強化指定選手（男女各2名）に公募を経て選ばれた。
2014年6月にJVAビーチバレーボールシリーズA初戦（南あわじ大会）に出場し、初代王者となった。
2014年11月、JVAビーチバレーボール強化指定候補選手（女子8名）に選出された。
2016年には、日本体育大学大学院修士課程で学びながらビーチバレー部のコーチを務めた。
2017年12月より、パソナ所属となる。
2021年8月31日、現役引退が発表された。引退後はパソナグループ所属アスリートコーチに就任。後進育成と業界発展に注力する。

## 人物
- ニックネームは「浜辺のあゆ」[7]。